# Władimir Kuzniecow (sztangista)
Władimir Nikołajewicz Kuzniecow (kaz. Владимир Николаевич Кузнецов; ur. 21 kwietnia 1984 w Semipałatyńsku) – kazachski sztangista, brązowy medalista mistrzostw świata.

## Kariera
Startuje w wadze lekkociężkiej do 85 kg. Największy sukces osiągnął w 2009 roku, kiedy zdobył brązowy medal podczas mistrzostw świata w Goyang z wynikiem 380 kg. W zawodach tych wyprzedzili go jedynie Chińczyk Lu Yong i Siarhiej Łahun z Białorusi. Był to jego jedyny medal wywalczony na międzynarodowej imprezie tej rangi. Był też między innymi trzeci na mistrzostwach Azji w Tongling w 2011 roku. Brał również udział w igrzyskach olimpijskich w Pekinie w 2008 roku, gdzie rywalizację w wadze średniej (do 77 kg) ukończył na dziewiątej pozycji. Ponadto zajął piąte miejsce w wadze lekkociężkiej na rozgrywanych w 2010 roku igrzyskach azjatyckich w Kantonie.

## Osiągnięcia
| Rok  | Zawody               | Miasto | Miejsce | Miejsce  | Wynik  |
| ---- | -------------------- | ------ | ------- | -------- | ------ |
| 2008 | Igrzyska olimpijskie | Pekin  | 9       | do 77 kg | 351 kg |
| 2009 | Mistrzostwa świata   | Goyang | 3       | do 85 kg | 376 kg |